# Tibhar
Tibhar (pełna nazwa Tibhar Tibor Harangozo GmbH) – niemiecki producent odzieży oraz specjalistycznego sprzętu do tenisa stołowego z siedzibą w Saarbrücken. Od 2017 roku oficjalny sponsor Reprezentacji Polski w tenisie stołowym.
Przedsiębiorstwo zostało założone w 1969 przez Tibora Harangozo, od którego imienia i nazwiska utworzono nazwę spółki – TIBora HARangozo. Po jego śmierci w 1978 zarządzanie przedsiębiorstwem przejął Erwin Berg. Obecnie firmą zarządza jego syn Roland Berg.
W ofercie firmy jest profesjonalny sprzęt do tenisa stołowego: deski, okładziny, rakietki, odzież, obuwie, stoły i roboty oraz inne elementy wyposażenia pola gry. Jednym z najpopularniejszych obecnie produktów firmy jest seria profesjonalnych ofensywnych okładzin Evolution.
Firma prowadzi także działania sponsoringowe, sponsoruje m.in. wielokrotnego Mistrza Europy i medalistę Mistrzostw Świata Vladimira Samsonova, aktualnego Mistrza Europy Emmanuela Lebessona, liczne narodowe reprezentacje oraz czynnie wspiera rozwój akademii tenisa stołowego działającej przy klubie FC Saarbrucken Tischtennis.
Zawodnicy i zawodniczki sponsorowani przez firmę w sezonie 2017/18
- Lucjan Błaszczyk
- Li Qian
- Uładzimir Samsonau
- Paul Drinkhall
- Emmanuel Lebesson
- Chen Chien-An
- Paul Drinkhall
- Kristin Silbereisen
- Alexander Flemming
- Florian Schreiner
- Bojan Tokić
- Tomas Polansky
- Cristian Pletea
- Patrick Chila
- Hermeet Desai

Kluby sponsorowane przez firmę w sezonie 2017/18
- KTS Tarnobrzeg
- FC Saarbrücken Tischtennis
- G.V. Hennebont TT
- ZKS Drzonków
- UKS Dojlidy Białystok
- PKS Kolping-Frac Jarosław
- TTC Indeland Jülich
- TV 1879 Hilpoltstein
- ATSV Saarbrücken

Kadry narodowe sponsorowane przez firmę w sezonie 2017/18
- Francja
- Słowenia
- Polska
- Holandia
- Belgia
- Brazylia
- Rumunia